# São Mamede (Paraíba)
São Mamede é um município brasileiro do estado da Paraíba, localizado no Sertão do Seridó (Ocidental) Paraíbano, na Região Geográfica Imediata de Patos e integrante da Região Metropolitana de Patos. Limita-se ao norte com Ipueira (RN) e Várzea, a leste com Várzea e Santa Luzia, ao sul com Areia de Baraúnas, Passagem e Quixaba, e a oeste com Patos e São José de Espinharas. A área territorial do município é de 607 km², e sua sede situa-se a uma altitude de 263 metros.
São Mamede é um dos municípios do Seridó e sua população tem fortes traços sanguíneos sefarditas.[carece de fontes?]

## História
No século XVIII mais precisamente em 1702, um grupo liderado pelo Sargento-Mor Matias Vidal de Negreiros e os alferes Rodrigues Cabral e Manoel Monteiro, descobriram o local onde se situa atualmente o Município de São Mamede.
Através do Requerimento de Manoel Tavares Baia, foi concedida a Sesmaria nº 568, em 28 de janeiro de 1762, sob aprovação do então Governador Francisco Xavier de Miranda Henriques.
A fundação da povoação se deu em 5 de abril de 1903, por iniciativa de Manoel Augusto de Araújo e Manoel Faustino da Costa, fazendeiros da região. No mesmo dia, foi celebrada a 1ª feira realizada pelos habitantes do local e das cidades vizinhas.
José Paulo Souto foi um dos elementos que mais contribuiu para o desenvolvimento político, econômico e social da povoação.

### Lista de Prefeitos
1. Misael Augusto de Oliveira Filho - 1954 a 1955
2. Inácio Bento de Morais - 1955 a 1959
3. Manoel Miguel de Araújo - 1959 a 1963
4. Antônio Bento de Morais - 1963 a 1967
5. Agenor Rique Ferreira - 1967 a 1969
6. Agenor Rique Ferreira - 1969 a 1973
7. Nilson Oliveira de Araújo - 1973 a 1977
8. Otacílio Bento de Morais - 1977 a 1983
9. José Pequeno de Oliveira - 1983 a 1988
10. Francisco das Chagas Lopes de Sousa - 1989 a 1992
11. José Joácio de Araújo Morais - 1993 a 1996
12. Francisco das Chagas Lopes de Sousa - 1997 a 2000
13. Francisco das Chagas Lopes de Sousa - 2001 a 2004
14. Pedro Barbosa de Andrade - 2005 a 2008
15. Francisco das Chagas Lopes de Sousa - 2009 a 2012
16. Francisco das Chagas Lopes de Sousa - 2013 a 2016
17. Umberto Jefferson Morais de Lima - 2017 a 2020
18. Umberto Jefferson Morais de Lima - 2021 a 2024

## Geografia
O município está incluído na área geográfica de abrangência do semiárido brasileiro, definida pelo Ministério da Integração Nacional em 2005.  Esta delimitação tem como critérios o índice pluviométrico, o índice de aridez e o risco de seca.
Os solos do município, mal drenados e com problemas de sais, são pedregosos e têm fertilidade natural em geral média. Contudo, nos topos e altas vertentes, os solos são brunos não cálcicos, rasos e de fertilidade natural alta.

### Hidrografia
- Açude São Mamede, principal fonte de abastecimento da cidade.
- Barragem da Reserva Ecológica Verdes Pastos
- Riacho do Papagaio

### Vegetação
A cobertura vegetal original do município é considerada como savana-estépica. As árvores nativas mais comuns são a Jurema, Favela, Catingueira, Pereiro, entre outras, principalmente porque a maior parcela da vegetação consiste em áreas de regeneração natural, muitas em sucessão secundária, em áreas há muito tempo alteradas para extração de lenha, formação de pasto ou plantio de algodão mocó. Em áreas mais conservadas, assim como serras e galerias de rios, podemos encontrar Craibeira, Angico, Aroeira, Imburana, Cumaru, Pau d'Arco, Mulungu, Umbuzeiro, Jatobá entre outras. Durante a estação seca, entre julho e dezembro, quase toda a vegetação perde as folhas, característica do clima semiárido. Nas últimas décadas bosques cobertos por Algarobas têm sido plantados, com o objetivo de extração de lenha e produção de vagens para alimentação animal. Devido a suas excelentes capacidades de adaptação ao clima e dispersão animal, brota espontaneamente em todo o município, sendo considerada espécie invasora. Na área urbana a cobertura vegetal é razoavelmente boa, sendo no entanto composta majoritariamente por espécies como o Nim e a Algaroba.

### Clima
Dados do Departamento de Ciências Atmosféricas, da Universidade Federal de Campina Grande, mostram que São Mamede apresenta um clima com média pluviométrica anual de 780,8 mm e temperatura média anual de 25,8 °C.
| Dados climatológicos para São Mamede          | Dados climatológicos para São Mamede | Dados climatológicos para São Mamede | Dados climatológicos para São Mamede | Dados climatológicos para São Mamede | Dados climatológicos para São Mamede | Dados climatológicos para São Mamede | Dados climatológicos para São Mamede | Dados climatológicos para São Mamede | Dados climatológicos para São Mamede | Dados climatológicos para São Mamede | Dados climatológicos para São Mamede | Dados climatológicos para São Mamede | Dados climatológicos para São Mamede |
| Mês                                           | Jan                                  | Fev                                  | Mar                                  | Abr                                  | Mai                                  | Jun                                  | Jul                                  | Ago                                  | Set                                  | Out                                  | Nov                                  | Dez                                  | Ano                                  |
| --------------------------------------------- | ------------------------------------ | ------------------------------------ | ------------------------------------ | ------------------------------------ | ------------------------------------ | ------------------------------------ | ------------------------------------ | ------------------------------------ | ------------------------------------ | ------------------------------------ | ------------------------------------ | ------------------------------------ | ------------------------------------ |
| Temperatura máxima média (°C)                 | 33,6                                 | 32,8                                 | 32,1                                 | 31,6                                 | 30,9                                 | 30,2                                 | 30,2                                 | 31,5                                 | 32,8                                 | 34,0                                 | 34,4                                 | 34,3                                 | 32,4                                 |
| Temperatura média (°C)                        | 26,9                                 | 26,4                                 | 25,9                                 | 25,7                                 | 25,1                                 | 24,3                                 | 24,1                                 | 24,6                                 | 25,6                                 | 26,5                                 | 26,9                                 | 27,1                                 | 25,8                                 |
| Temperatura mínima média (°C)                 | 21,7                                 | 21,6                                 | 21,4                                 | 21,2                                 | 20,6                                 | 19,6                                 | 18,9                                 | 18,9                                 | 19,9                                 | 20,6                                 | 21,2                                 | 21,7                                 | 20,6                                 |
| Chuva (mm)                                    | 64,5                                 | 140,7                                | 205,8                                | 199,6                                | 57,6                                 | 26,3                                 | 21,3                                 | 1,8                                  | 1,6                                  | 3,0                                  | 6,5                                  | 29,4                                 | 780,8                                |
| Fonte: Departamento de Ciências Atmosféricas. |                                      |                                      |                                      |                                      |                                      |                                      |                                      |                                      |                                      |                                      |                                      |                                      |                                      |